# Гусейнов, Ровшан Магсуд оглы
Гусейнов Ровшан Магсуд оглы (азерб. Rövşən Maqsud oğlu Hüseynov; род. 6 февраля 1954) — азербайджанский актёр. Народный артист Азербайджана (2008).

## Биография
Ровшан Магсуд оглы Гусейнов родился 6 февраля 1954 года в Нахичевани в творческой семье. Мать — актриса София Гусейнова. Отец, Максуд Гусейнов, долгое время работал на административной работе в Нахичеванском театре. 
Детство провёл среди актёров театра. В декабре 1968 года в 14 лет был принят как актёр труппы Нахичеванского государственного музыкального драматического театра. 
Известен выдающимися ролями в театре и кино. Был настоящим талантом и впечатлил зрителей своей работой в различных пьесах, как классических, так и современных авторов. Ровшан Гусейнов является выдающимся азербайджанским актером, который оставил заметный след в театре и кино своей талантливой работой и профессионализмом.
В 1971 году сыграл роль Володи в комедии «Трыбунал» А. Макаёонка, что принесло ему большой успех. Продолжал успешно выступать в различных пьесах с 1971 года, обогащая свой репертуар и совершенствуя мастерство. Начиная с 1990-х годов, также начал работать как режиссёр, принимая участие в создании театральных постановок.
Фильмография Ровшана Гусейнова включает в себя фильмы «Бабек» (1979) и «Родные берега» (1990).
Сотрудничал с телеканалом «Нахичевань ТВ».

## Роли в театре
- «Трыбунал» Траки (А. Макаёнок) — роль Володки
- «Двое» (К. Симонов) — роль Бонора
- «Моя теща» (Г. Хукаев) — роль Эльбуруса
- «Собачий рай» (Лопе де Вега) — роль Миранова
- «Ищу радостную девицу» (Ш. Курбанов) — роль Чингиза
- «Шейда» (Г. Джавид) — роль Шейда
- «Бледные цветы» (Дж. Джаббарлы) — роль Бехрама
- «Шейх Сенан» (Г. Джавид) — роль Оздемира
- «Мешеди Ибад» (У. Гаджибеков) — роль Гасангулу бей
- «Пятирублёвая невеста» (М. С. Ордубади) — роль Кияса
- «Любовь под карагачами» (Ю. О. Нил) — роль Семена
- «Мусьо Джордан и Дервиш Мястели шах» (М. Ф. Ахундов) — роль Мусьо Джордана
- «Книга моей матери» (Дж. Мамедкулизаде) — роль Рустам бей
- «Потерянное лицо» (Вайзенго) — роль Лафтера
- «Астана» (А. Дудаев) — роль Саргая
- «Не обвиняйте меня» (Хидаят) — роль Мамыша
- «Шах Надир» (Н. Нариманов) — роль Адам-хан; Гейдар-хан
- «Пусть сбудется моя мечта» (Р. Ичеришехерли) — роль Бабыра
- «Улыбка судьбы» (В. Самедоглу) — роль Гусейна
- «Атабейлер» (Н. Гасанзаде) — роль Айяба

## Фильмография
1. «Бабек» (1979)
2. «Родные берега» (1990)
3. «Груз судьбы[азерб.]» (1997)

## Награды
В 1987 году удостоен звания «Заслуженный артист Азербайджанской ССР». 
В 2008 году присвоено звание «Народный артист Азербайджана».
Награждён Президентской премией в 2006 и 2023 годах за выдающиеся достижения в области искусства и культуры.